# Margaret Dorothea Rowbotham
Margaret Dorothea Rowbotham, también conocida como Dorothy Rowbotham (Plumstead, 19 de junio de 1883 - 23 de febrero de 1978) fue ingeniera, activista por los derechos laborales de las mujeres y miembro fundadora de la Women's Engineering Society.

## Biografía
Nacida el 19 de junio de 1883 en 6 Park Villas, Plumstead, Kent, Margaret Rowbotham (a veces conocida como Madge) era hija de John Edward Rowbotham, un corredor de barcos, y Miriam Anne Isaac. Fue educada en Blackheath High School y se graduó en 1905 en Girton College, Cambridge, donde estudió matemáticas. De Cambridge Training College, recibió un diploma para enseñar. En 1935, declaró en el Registro de Mujeres Ingenieras que era "una de las primeras seis mujeres motociclistas".

## Carrera profesional
De 1906 a 1913 enseñó matemáticas en la Roedean School for girls en Brighton. Tras completar seis meses de formación en ingeniería de motores en la Escuela Británica de Automovilismo, recibió un certificado de conducción RAC. A esto le siguió una asignación en 1914 como profesora en Rupert's Land Ladies 'College, en Winnipeg, Manitoba, donde permaneció durante dos años.
Se unió a Galloway Engineering Co. en Tongland cerca de Kirkcudbright, Dumfriesshire, convirtiéndose en un taller de maquinaria y superintendente de obras en Tongland Works a partir de 1917.
Después de la Primera Guerra Mundial, cuando la Ley de restauración de las prácticas anteriores a la guerra de 1919 significó la pérdida de empleo para muchas ingenieras calificadas, la Women's Engineering Society se formó en 1919, y Margaret Rowbotham fue una firmante fundadora y miembro junto a Rachel Parsons; Lady Katharine Parsons; Margaret, Lady Moir; Laura Annie Willson y Janetta Mary Ornsby. Fue miembro del consejo de la sociedad hasta 1944, fue nombrada miembro honorario de la sociedad en 1962 y permaneció involucrada en ella durante toda su vida.
En 1921, fue empleada en la Swainson Pump Company en Newcastle como subdirectora de obra. Luego trabajó en Model Laundries en Wealdstone, Kent de 1922 a 1923 bajo Ethyl Jayne, antes de volver a enseñar en Roedean School en 1924. En 1927, fue nombrada directora de la empresa de ingeniería eléctrica M. Partridge & Co., fundada por su socia Margaret Partridge, donde permaneció hasta 1953. También trabajó en otros puestos de ingeniería.
En sus últimos años, trabajó en Eastbourne como gerente de una casa de huéspedes.

## Jubilación
Después de su jubilación, Rowbotham vivió en Devon, con Margaret Partridge, y alentó a los miembros de su Instituto de Mujeres local a cablear el pasillo del pueblo para obtener electricidad. El 15 de septiembre de 1962, la pareja escribió una carta de "consejos de abuela" sobre las alegrías de la jubilación a sus compañeras ingenieras en WES, y enumeró el diseño y la supervisión de la construcción de un pabellón deportivo y la conversión de una casa solariega local en un en la escuela de varones y en el Consejo Parroquial como parte de su actividad de jubilación.
Los restos de ambas Margaret yacen en el cementerio de Willand.
Murió el 23 de febrero de 1978. Parte de su correspondencia está archivada en el Museo Imperial de la Guerra, que incluía información sobre mujeres que trabajaban en el campo y el establecimiento de una exposición sobre bombas de agua y aceite en el museo.